# Digitaglam FOD VI
『digitaglam FOD VI』（デジタグラム・エフオーディー・シックスス）は、1991年6月21日にリリースされたFENCE OF DEFENSE6枚目のアルバム。

## 解説
キャッチコピーは「地球と子宮の電子狂奏曲」。
メインタイトルの「digitaglam」とは「digital」と「glam」の合成語。デジタルビートに乗せた、グラムロックならではの耽美的な世界が横溢する実験作。当時最新鋭の機材であったシンクラビアを多用し、新境地を生み出した。現在でも西村麻聡が会心の作品と評価している。
このアルバムはトータル・コンセプトを持つ作品である事から、シングルがリリースされなかった（「Lies & Reason」のみ「時の河」カップリング曲としてシングルに収録)。また歌詞カードも極めてユニークなデザインとなっている。
山田が「グラウンド・ビート」という当時、日本で火が着きかけていたハウス・ミュージックのリズムを生ドラムで表現するなど、違った面が窺える。
本作品で初めてセルフカバー曲を収録。1st収録「PLASTIC AGE」を「PLASTIC AGE'90」としてセルフカバー。

## 収録曲
| 全編曲: FENCE OF DEFENSE。 |                            |                              |                  |       |
| #                          | タイトル                   | 作詞                         | 作曲             | 時間  |
| 1.                         | 「パラノイアの危険な入口」 | 西村麻聡                     | 西村麻聡         | 0:31  |
| 2.                         | 「digitaglam」             |                              | 西村麻聡         | 1:29  |
| 3.                         | 「9.9.9」                  | 西村麻聡                     | 西村麻聡         | 4:37  |
| 4.                         | 「PEACE LOVIN' MAN」       | FENCE OF DEFENSE、早咲めぐみ | FENCE OF DEFENSE | 4:31  |
| 5.                         | 「ASIAN LUNCH」            |                              | 西村麻聡         | 0:33  |
| 6.                         | 「BRAIN DANCE」            | 西村麻聡                     | FENCE OF DEFENSE | 4:16  |
| 7.                         | 「Deep Kiss」              | 西村麻聡                     | 西村麻聡         | 3:42  |
| 8.                         | 「Lies & Reason」          | 西村麻聡                     | 西村麻聡         | 5:20  |
| 9.                         | 「クロスロード・パズル」   |                              | 北島健二         | 5:06  |
| 10.                        | 「知識のテロリズム」       |                              | 西村麻聡         | 0:22  |
| 11.                        | 「無条件完全降伏」         | 北島健二                     | FENCE OF DEFENSE | 4:45  |
| 12.                        | 「「甘美」」               |                              | 西村麻聡         | 0:54  |
| 13.                        | 「恋の独裁者」             | FENCE OF DEFENSE             | 西村麻聡         | 4:32  |
| 14.                        | 「出路」                   |                              | 西村麻聡         | 1:29  |
| 15.                        | 「PLASTIC AGE'90」         | 柳川英巳、FENCE OF DEFENSE   | 西村麻聡         | 7:57  |
| 合計時間:                  | 合計時間:                  | 合計時間:                    | 合計時間:        | 50:04 |

## 楽曲解説
1. パラノイアの危険な入口
  - この楽曲のタイトルはキング・クリムゾン「21st Century Schizoid Man」の一節を邦訳したものでもある。歌詞自体はアルバム「クリムゾン・キングの宮殿」収録曲の邦訳歌詞をランダムに組み合わせたものである。
2. digitaglam
3. 9.9.9
  - ベストアルバム『BEST』にも収録されている。
4. PEACE LOVIN' MAN
  - ベストアルバム『GREAT FREAKERS BEST 〜FENCE OF DEFENSE 1987-2007〜』にも収録されている。
5. ASIAN LUNCH
6. BRAIN DANCE
7. Deep Kiss
  - リプロダクションアルバム「FENCE OF DEFENSE 20th Anniversary RE-PRODUCT 1987-1992』には新たにリミックスしたものが収録されている。
8. Lies & Reason
  - 後に11thシングル『時の河』のカップリング曲としてシングル・カットされている。
9. クロスロード・パズル
  - 北島がギターとベースを弾いている楽曲。そのためか、1991年に行われたライブでは西村は演奏に参加していない。西村がこの曲をライブで弾いたのは1993年のツアーが最初である。その際初日の公演でこの曲を演奏し終えた西村が思わず「ああ、緊張した。」とつぶやいた。
10. 知識のテロリズム
11. 無条件完全降伏
12. 「甘美」
13. 恋の独裁者
  - 色々な要素が取り入れられており、出だしと間奏[1]にヒトラーの演説、リフにレッド・ツェッペリン「移民の歌」を取り入れ、歌詞は山本リンダ「どうにもとまらない」をモチーフに作られている。
14. 出路
15. PLASTIC AGE'90
  - 1stアルバム『FENCE OF DEFENSE』収録曲及び2ndシングル『NIGHTLESS GIRL」のカップリング曲のセルフカバー。メロディがラップっぽくなっており、さらに2番が「CHAIN REACTION」のAメロ+「BURN」のサビという編成になっている。ちなみにこの楽曲は、前年（1990年）のツアーの中で既に演奏されていた。この年は、通常のホールツアーではなく、全国のライブハウスを会場としたツアーを3度行っている。それぞれのツアーで、「既発表曲をアレンジし直してメドレー形式で演奏する」という試みがなされた。「PLASTIC AGE 90」は3度目のツアーで初披露された。「PLASTIC AGE」をベースとして、「BURN」「CHAIN REACTION」が盛り込まれている。

## 参加ミュージシャン
- FENCE OF DEFENSE
  - 北島健二 - ギター、ベース、ボーカル
  - 西村麻聡 - ボーカル、ベース、シンセサイザー
  - 山田わたる - ドラムス、パーカッション、ボーカル
- 設楽篤志- シンセサイザーオペレーター
- 日向大介 - シンクラビアオペレーター
- 菊池信一 - シンクラビアオペレーター